# Estat de Mecklenburg
L'Estat de Mecklenburg (Land Mecklenburg) és una antic estat alemany entre 1934 i 1952, que va existir durant l'Alemanya nazi (1934-1945), la zona d'ocupació soviètica (1945-1949) i, finalment, durant la República Democràtica Alemanya (1949-1952).

## Història
Mecklenburg va sorgir amb la fusió dels estats lliures de Mecklenburg-Schwerin i Mecklenburg-Strelitz l'1 de gener de 1934 per ordre d'Adolf Hitler.
Al 1945, després de la derrota alemanya a la Segona Guerra Mundial, Mecklenburg es va unir amb parts de la província prussiana de Pomerània i altres zones de la província prussiana de Hannover fins a Amt Neuhaus. En un principi aquest territori s'anomenà "Mecklenburg-Pomerània Occidental", però a partir del 1947 el comandament soviètic el canvia pel nom oficial de "Mecklenburg".
Al 1949 es va convertir en un estat de la República Democràtica Alemanya. Amb l'abolició dels estats federats d'aquest país, Mecklenburg també va desaparèixer del mapa. La zona es va dividir en els Bezirke de Rostock a la costa, Schwerin a l'oest i Neubrandenburg a l'est.

## Ministre-President
- 1934-1934: Hans Egon Engell (NSDAP)
- 1934-1945: Friedrich Scharf (NSDAP)
- 1945-1951: Willi Höcker (SED)
- 1951-1951: Kurt Bürger (SED)
- 1951-1952: Bernhard Quandt (SED)